# Aichi-Ringlinie
| Triebzug der Baureihe 2000 im Bahnhof Suenohara | |                            |                           |
| Streckenlänge: | 45,3 km                                                                                                  |                            |                           |
| Spurweite: | 1067 mm (Kapspur)                                                                                        |                            |                           |
| Stromsystem: | 1500 V =                                                                                                 |                            |                           |
| Streckengeschwindigkeit: | 110 km/h                                                                                                 |                            |                           |
| Zweigleisigkeit: | Naka-Okazaki – Kita-Okazaki Kitano-Masazuka – Mikawa-Kamigō Mikawa-Toyota – Shin-Toyota Setoshi – Kōzōji |                            |                           |
| | |                            |                           |
| Gesellschaft: | Aichi Kanjō Tetsudō                                                                                      |                            |                           |
| \| \| 0,0 \| Okazaki (岡崎) \| 1888– \| \| \| \| Tōkaidō-Hauptlinie \| 1888– \| \| \| 1,7 \| Mutsuna (六名) \| 1988– \| \| \| \| Oto-gawa \| \| \| \| \| Meitetsu Nagoya-Hauptlinie \| 1923– \| \| \| 3,4 \| Naka-Okazaki (中岡崎) \| 1976– \| \| \| 5,3 \| Kita-Okazaki (北岡崎) \| 1971– \| \| \| \| Unitika Ltd. \| \| \| \| 6,5 \| Daimon (大門) \| 1988– \| \| \| \| Yahagi-gawa \| \| \| \| 8,7 \| Kitano-Masuzuka (北野桝塚) \| 1970– \| \| \| \| \| \| \| \| \| Dapot Kitano-Masazuka \| \| \| \| \| Toyota Motor Corp. \| \| \| \| 10,7 \| Mikawa-Kamigō (三河上郷) \| 1976– \| \| \| \| Isewangan-Autobahn \| \| \| \| 12,4 \| Ekaku (永覚) \| 1976– \| \| \| \| Tōmei-Autobahn \| \| \| \| \| Oshikamo-Tunnel (70 m) \| \| \| \| 14,0 \| Suenohara (末野原) \| 1988– \| \| \| 15,9 \| Mikawa-Toyota (三河豊田) \| 1976– \| \| \| \| \| \| \| \| \| Meitetsu Mikawa-Linie \| 1920– \| \| \| 17,6 \| Shin-Uwagoromo (新上挙母) \| 1988– \| \| \| 19,5 \| Shin-Toyota (新豊田) \| 1988– \| \| \| \| Hirashiba-Tunnel (354 m) \| \| \| \| 21,5 \| Aikan-Umetsubo (愛環梅坪) \| 2005– \| \| \| \| Meitetsu Toyota-Linie \| 1979– \| \| \| \| Meitetsu Mikawa-Linie \| 1924– \| \| \| \| Kago-gawa \| \| \| \| 23,5 \| Shigō (四郷) \| 1988– \| \| \| \| Kago-gawa \| \| \| \| 25,5 \| Kaizu (貝津) \| 2005– \| \| \| 26,8 \| Homi (保見) \| 1988– \| \| \| \| Homi-Tunnel (524 m) \| \| \| \| 29,2 \| Sasabara (篠原) \| 1988– \| \| \| \| Shinohara-Tunnel (392 m) \| \| \| \| 32,0 \| Yakusa (八草) \| 1988– \| \| \| \| Linimo \| 2005– \| \| \| \| Yakusa-Tunnel (1347 m) \| \| \| \| 34,6 \| Yamaguchi (山口) \| 1988– \| \| \| 36,7 \| Setoguchi (瀬戸口) \| 1988– \| \| \| \| Yada-gawa \| \| \| \| \| Seto-Tunnel (623 m) \| \| \| \| \| Seto-gawa \| \| \| \| \| Meitetsu Seto-Linie \| 1905– \| \| \| \| Shin-Seto (新瀬戸) \| \| \| \| 39,1 \| Setoshi (瀬戸市) \| 1988– \| \| \| \| Okada-Linie \| \| \| \| \| Matsuyama-Tunnel (1793 m) \| \| \| \| \| Mizuno-gawa \| \| \| \| 41,9 \| Nakamizuno (中水野) \| 1988– \| \| \| \| Yotsuya-Tunnel (1120 m) \| \| \| \| \| Mizuno-gawa \| \| \| \| \| Shōnai-gawa \| \| \| \| \| Chūō-Hauptlinie \| 1900– \| \| \| 45,3 \| Kōzōji (高蔵寺) \| 1900– \| | |                            |                           |
| Bahnhof | 0,0 | Okazaki (岡崎)             | 1888–                     |
| Abzweig geradeaus und nach links | | Tōkaidō-Hauptlinie         | 1888–                     |
| Haltepunkt / Haltestelle | 1,7 | Mutsuna (六名)             | 1988–                     |
| Brücke über Wasserlauf | | Oto-gawa                   | Oto-gawa                  |
| Kreuzung geradeaus oben | | Meitetsu Nagoya-Hauptlinie | 1923–                     |
| Haltepunkt / Haltestelle | 3,4 | Naka-Okazaki (中岡崎)      | 1976–                     |
| Bahnhof | 5,3 | Kita-Okazaki (北岡崎)      | 1971–                     |
| Abzweig geradeaus und ehemals nach links · Betriebsstelle Streckenende und quer (Strecke außer Betrieb) | | Unitika Ltd.               | Unitika Ltd.              |
| Haltepunkt / Haltestelle | 6,5 | Daimon (大門)              | 1988–                     |
| Brücke über Wasserlauf | | Yahagi-gawa                | Yahagi-gawa               |
| Bahnhof | 8,7 | Kitano-Masuzuka (北野桝塚) | 1970–                     |
| | |                            |                           |
| Strecke · Betriebs-/Güterbahnhof Strecke ab hier außer Betrieb | | Dapot Kitano-Masazuka      | Dapot Kitano-Masazuka     |
| Strecke · Betriebsstelle Streckenende (Strecke außer Betrieb) | | Toyota Motor Corp.         | Toyota Motor Corp.        |
| Bahnhof | 10,7 | Mikawa-Kamigō (三河上郷)   | 1976–                     |
| | | Isewangan-Autobahn         |                           |
| Haltepunkt / Haltestelle | 12,4 | Ekaku (永覚)               | 1976–                     |
| | | Tōmei-Autobahn             |                           |
| Tunnel | | Oshikamo-Tunnel (70 m)     | Oshikamo-Tunnel (70 m)    |
| Bahnhof | 14,0 | Suenohara (末野原)         | 1988–                     |
| Bahnhof | 15,9 | Mikawa-Toyota (三河豊田)   | 1976–                     |
| | |                            |                           |
| Abzweig ehemals geradeaus und von links · Kreuzung geradeaus oben | | Meitetsu Mikawa-Linie      | 1920–                     |
| Haltepunkt / Haltestelle | 17,6 | Shin-Uwagoromo (新上挙母)  | 1988–                     |
| Bahnhof | 19,5 | Shin-Toyota (新豊田)       | 1988–                     |
| Tunnel | | Hirashiba-Tunnel (354 m)   | Hirashiba-Tunnel (354 m)  |
| Haltepunkt / Haltestelle | 21,5 | Aikan-Umetsubo (愛環梅坪)  | 2005–                     |
| Abzweig geradeaus und nach links · Kreuzung geradeaus unten | | Meitetsu Toyota-Linie      | 1979–                     |
| Strecke nach halbrechts · Strecke | | Meitetsu Mikawa-Linie      | 1924–                     |
| Brücke über Wasserlauf | | Kago-gawa                  | Kago-gawa                 |
| Bahnhof | 23,5 | Shigō (四郷)               | 1988–                     |
| Brücke über Wasserlauf | | Kago-gawa                  | Kago-gawa                 |
| Bahnhof | 25,5 | Kaizu (貝津)               | 2005–                     |
| Bahnhof | 26,8 | Homi (保見)                | 1988–                     |
| Tunnel | | Homi-Tunnel (524 m)        | Homi-Tunnel (524 m)       |
| Bahnhof | 29,2 | Sasabara (篠原)            | 1988–                     |
| Tunnel | | Shinohara-Tunnel (392 m)   | Shinohara-Tunnel (392 m)  |
| | 32,0 | Yakusa (八草)              | 1988–                     |
| U-Bahn-Betriebsstelle Streckenanfang und quer · Kreuzung mit U-Bahn geradeaus unten | | Linimo                     | 2005–                     |
| Tunnel | | Yakusa-Tunnel (1347 m)     | Yakusa-Tunnel (1347 m)    |
| Bahnhof | 34,6 | Yamaguchi (山口)           | 1988–                     |
| Bahnhof | 36,7 | Setoguchi (瀬戸口)         | 1988–                     |
| Brücke über Wasserlauf | | Yada-gawa                  | Yada-gawa                 |
| Tunnel | | Seto-Tunnel (623 m)        | Seto-Tunnel (623 m)       |
| Brücke über Wasserlauf | | Seto-gawa                  | Seto-gawa                 |
| Strecke | | Meitetsu Seto-Linie        | 1905–                     |
| Kreuzung geradeaus oben · Bahnhof quer | | Shin-Seto (新瀬戸)         | Shin-Seto (新瀬戸)        |
| Bahnhof | 39,1 | Setoshi (瀬戸市)           | 1988–                     |
| Abzweig geradeaus und ehemals nach rechts | | Okada-Linie                | Okada-Linie               |
| Tunnel | | Matsuyama-Tunnel (1793 m)  | Matsuyama-Tunnel (1793 m) |
| Brücke über Wasserlauf | | Mizuno-gawa                | Mizuno-gawa               |
| Haltepunkt / Haltestelle | 41,9 | Nakamizuno (中水野)        | 1988–                     |
| Tunnel | | Yotsuya-Tunnel (1120 m)    | Yotsuya-Tunnel (1120 m)   |
| Brücke über Wasserlauf | | Mizuno-gawa                | Mizuno-gawa               |
| Brücke über Wasserlauf | | Shōnai-gawa                | Shōnai-gawa               |
| Abzweig geradeaus und von rechts | | Chūō-Hauptlinie            | 1900–                     |
| Bahnhof | 45,3 | Kōzōji (高蔵寺)            | 1900–                     |

Die Aichi-Ringlinie (jap. 愛知環状鉄道線, Aichi Kanjō Tetsudō-sen) ist eine Eisenbahnstrecke auf der japanischen Insel Honshū. Sie ist die einzige, die von der Bahngesellschaft Aichi Kanjō Tetsudō (kurz Aikan) betrieben wird. In der Präfektur Aichi verbindet sie Okazaki mit Toyota, Seto und Kasugai. Trotz des Namens ist sie keine echte Ringlinie, sondern eine Nord-Süd-Verbindung durch die östlichen Vororte der Präfekturhauptstadt Nagoya. Vor 1988 wurde ein Teil der Aichi-Ringlinie von der Japanischen Staatsbahn bzw. von JR Central unter der Bezeichnung Okata-Linie (岡多線, Okata-sen) betrieben.

## Streckenbeschreibung
Die in Kapspur (1067 mm) verlegte Strecke ist 45,3 km lang, überwiegend eingleisig und mit 1500 V Gleichstrom elektrifiziert. Südlicher Ausgangspunkt ist der Bahnhof Okazaki, wo die Aichi-Ringlinie von der Tōkaidō-Hauptlinie abzweigt und in nördliche Richtung führt. Nahe der Burg Okazaki überbrückt sie den Fluss Oto und kreuzt beim Bahnhof Naka-Okazaki die Meitetsu Nagoya-Hauptlinie. Sie folgt anschließend dem Tal des Yahagi, wobei dieser Fluss einmal überquert wird. Sie erreicht das Stadtzentrum von Toyota und quert dort sowohl die Meitetsu Mikawa-Linie als auch die Meitetsu Toyota-Linie; der wichtigste Bahnhof dort ist Shin-Toyota.
Den Tälern von des Kago, des Ibo und des Yada folgend, verläuft die Strecke ab Toyota mehr in nordwestlicher Richtung und durch sehr hügeliges Gelände, weshalb sie mehrere Tunnel durchquert. Im Bahnhof Yakusa kann zur Linimo-Magnetschwebebahn umgestiegen werden, im Bahnhof Setoshi zur Meitetsu Seto-Linie. Der Matsuyama-Tunnel nördlich des Stadtzentrums von Seto ist mit 1793 Metern der längste entlang der Aichi-Ringlinie. Diese folgt dem Mizuno-Tal und überbrückt am Stadtrand von Kasugai und überbrückt den Shōnai, ehe sie im Bahnhof Kōzōji auf die Chūō-Hauptlinie trifft.
Zweigleisig ausgebaut sind die Abschnitte zwischen Naka-Okazaki und Kita-Okazaki (1,9 km), zwischen Kitano-Masazuka und Mikawa-Kamigō (2,0 km), zwischen Mikawa-Toyota (3,6 km) und Shin-Toyota sowie zwischen Setoshi und Kōzōji (6,2 km). Fast die gesamte Strecke ist höhenfrei ausgebaut, mit einem hohen Anteil an Abschnitten auf Viadukten. Es gibt nur einen höhengleichen Bahnübergang kurz nach dem Bahnhof Okazaki. Entlang der Strecke stehen zahlreiche Fabrikationsanlagen der Toyota Motor Corporation und von Zuliefererbetrieben, weshalb der Pendlerverkehr trotz des vergleichsweise hohen Motorisierungsgrades bedeutend ist.

## Zugangebot
Zwischen Okazaki und Kōzōji verkehren Lokalzüge mit Halt an allen Zwischenbahnhöfen und in einem eher ungewöhnlichen 16-Minuten-Takt, was drei oder vier Züge je Stunde und Richtung ergibt. Je nach Tageszeit gelangen Züge mit zwei der vier Wagen zum Einsatz. Die Reisezeit für die gesamte Strecke beträgt 67 Minuten. Während beider Hauptverkehrszeiten verdichten Zusatz-Pendelzüge den Takt zwischen Shin-Toyota und Mikawa-Toyota, wo sich das Hauptwerk der Toyota Motor Corporation befindet. Außerdem werden während der morgendlichen Hauptverkehrszeit einzelne Züge in Kōzōji zur Chūō-Hauptlinie durchgebunden und fahren weiter bis nach Nagoya.

## Bilder

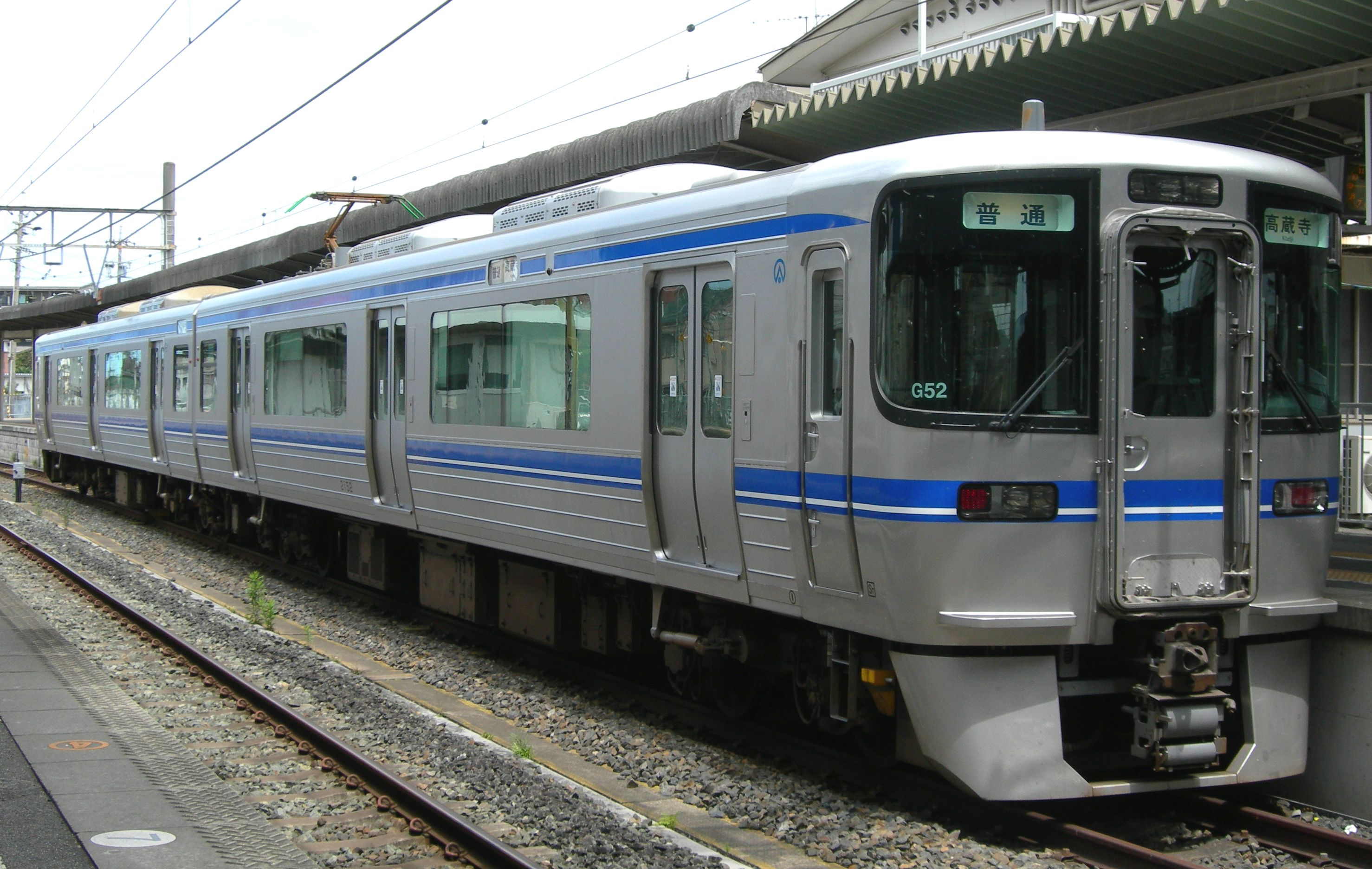
Triebwagen im Bahnhof Okazaki
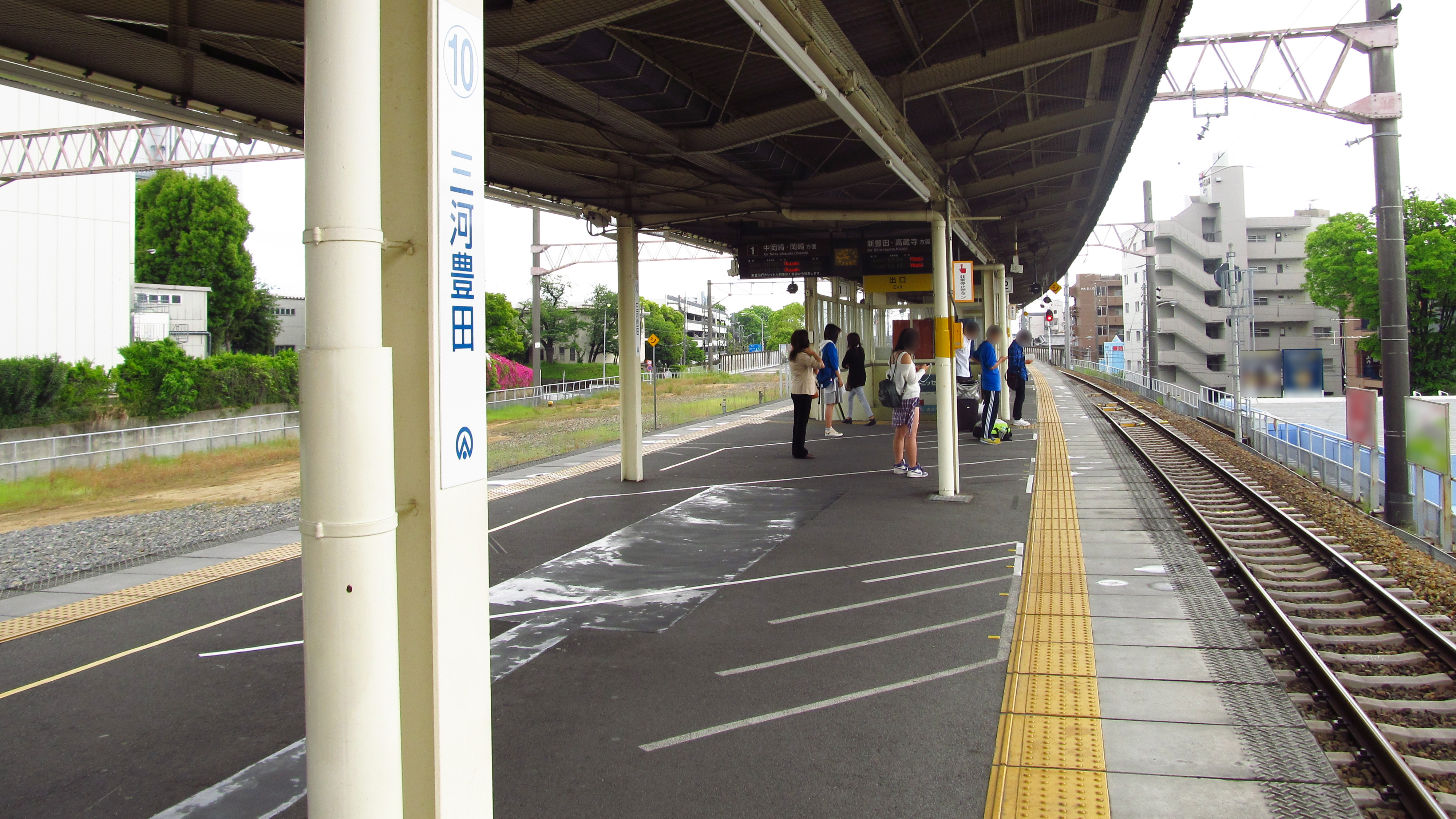
Bahnhof Mikawa-Toyota
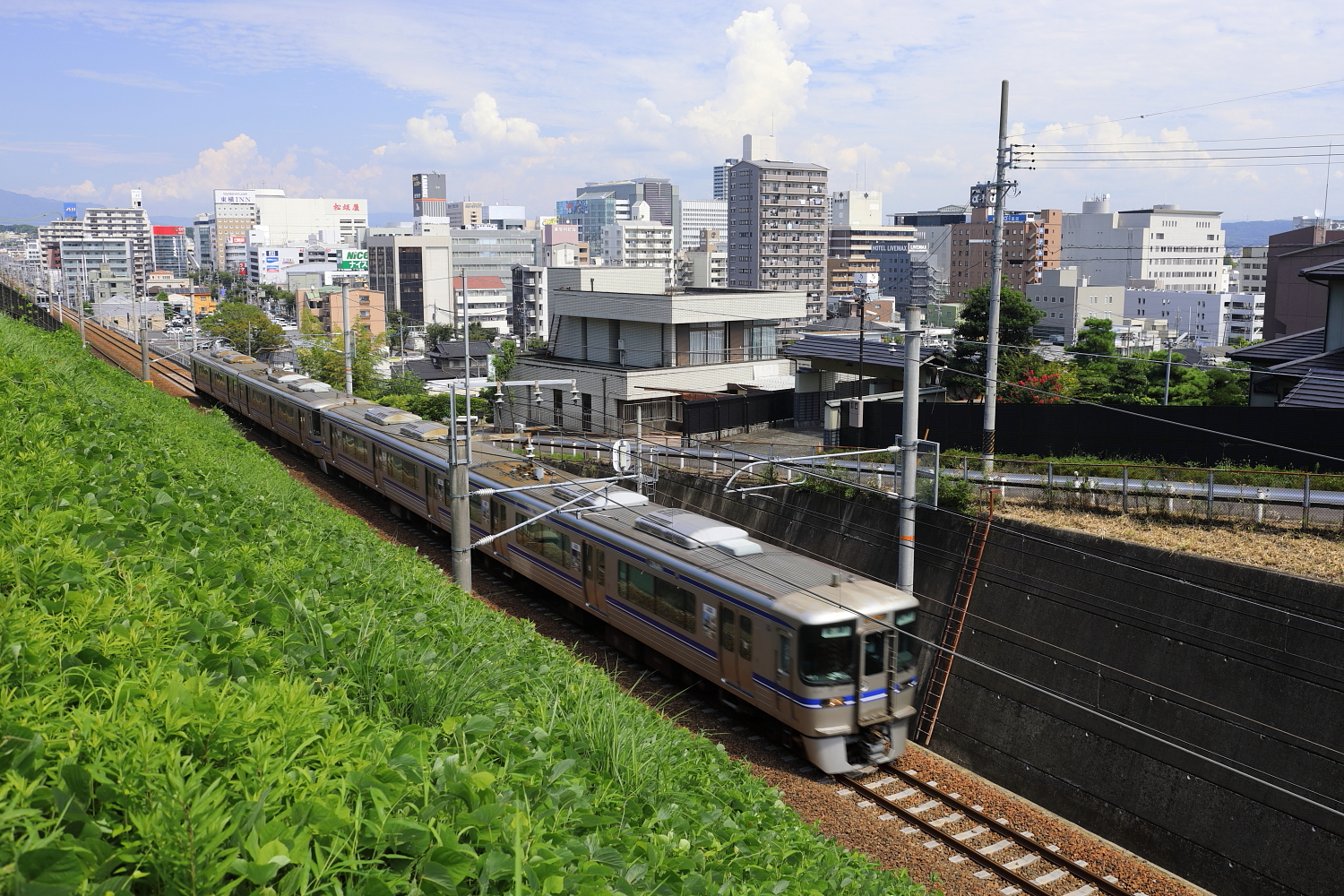
Aichi-Ringlinie im Stadtzentrum von Toyota
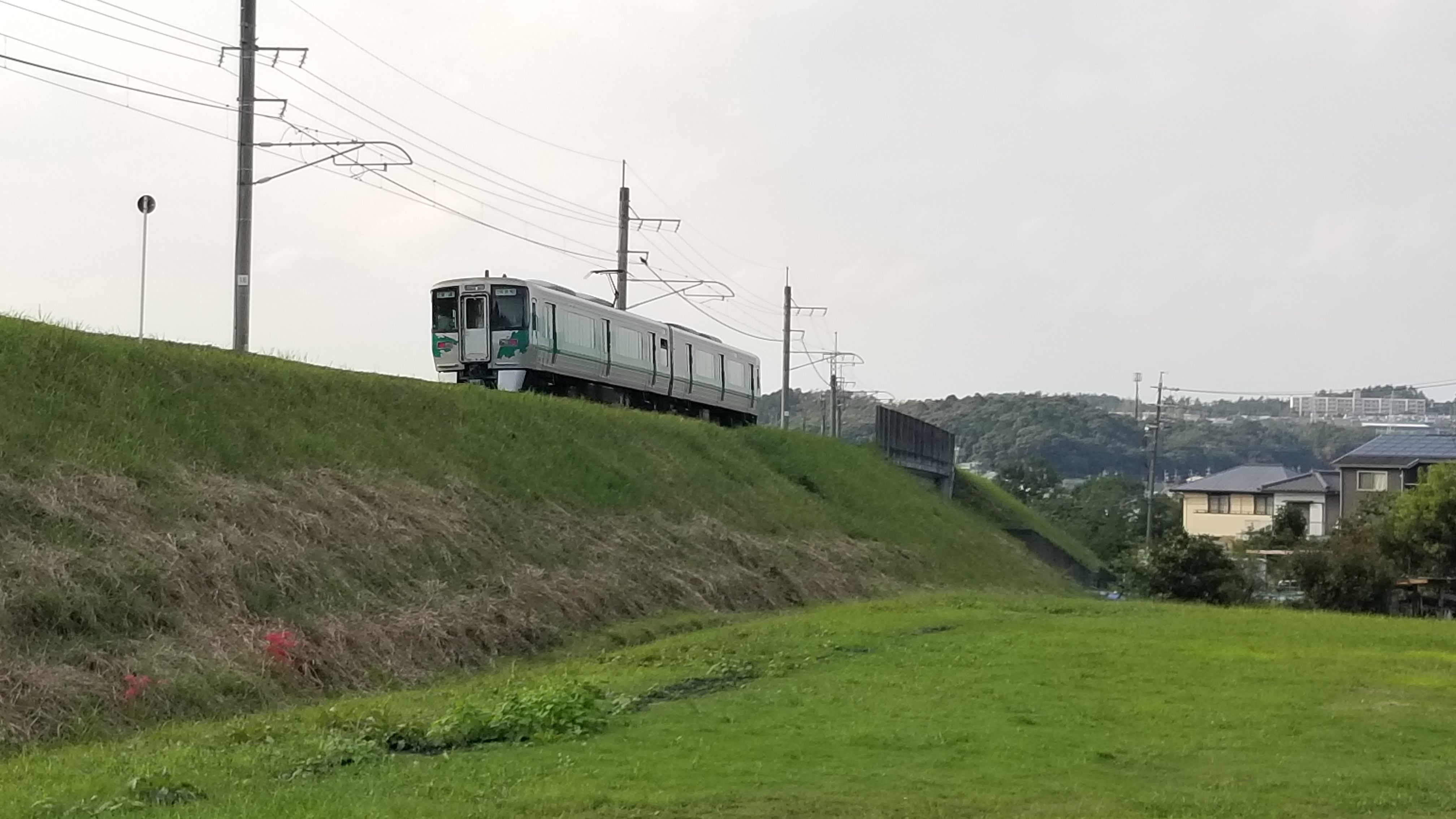
Bahndamm bei Yamaguchi
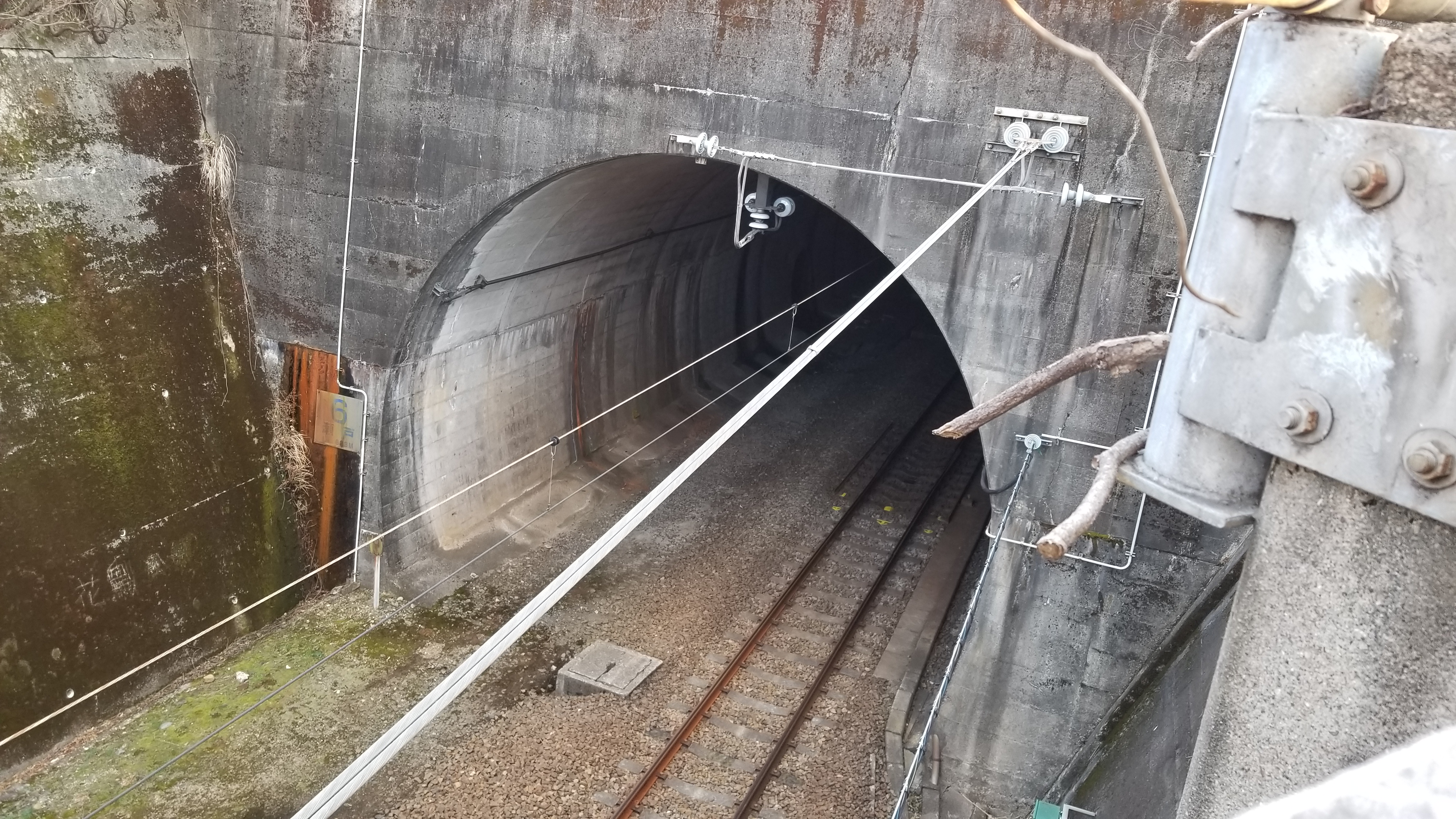
Seto-Tunnel

## Geschichte

### Langwierige Planung
Als der Japanische Reichstag 1927 eine Teilrevision des Eisenbahnbaugesetzes vornahm, enthielt dessen Anhang zwei Projekte in der Gegend östlich von Nagoya. Einerseits die Okata-Linie (岡多線, Okata-sen), die von Okazaki über Koromo (heute Toyota) und Seto nach Tajimi führen sollte, andererseits die Seto-Linie (瀬戸線, Seto-sen) von Seto über Kasugai nach Inazawa. Aufgrund der Weltwirtschaftskrise unterblieb der Streckenbau zunächst und das Eisenbahnministerium führte stattdessen im Dezember 1930 eine Buslinie ein von Okazaki nach Tajimi ein. 1935 fanden Vermessungsarbeiten statt, doch der Ausbruch des Pazifikkriegs verhinderte jeglichen Fortschritt.
1957 nahm die Japanische Staatsbahn die Planungen an der Okata-Linie (Okazaki–Tajimi) wieder auf, 1962 auch an der Seto-Linie. Beide zusammen sollten eine Umgehungsstrecke für die stark belastete Tōkaidō-Hauptlinie bilden und vor allem dazu dienen, den Schienengüterverkehr nördlich an der Präfekturhauptstadt vorbei zu führen. Nachdem zunächst das Baubüro der Staatsbahn in Gifu verantwortlich war, übernahm 1964 die öffentlich-rechtliche Bahnbaugesellschaft Japan Railway Construction Public Corporation (JRCPC) diese Aufgabe. Sie betrachtete den Abschnitt Seto–Tajimi als zweitrangige Zweigstrecke und konzentrierte ihre Ressourcen auf die so genannte „Okata-Seto-Linie“ zwischen den Bahnhöfen Okazaki und Kōzōji. Nach etlichen Verzögerungen begannen 1965 zumindest die Arbeiten am Unterbau der Okata-Linie zwischen Okazaki und Toyota sowie 1966 an der Seto-Linie, doch der Baufortschritt erlahmte wegen Finanzierungsproblemen bald.

### Streckenbau
Der Streckenbau konzentrierte sich deshalb vorerst auf den südlichsten Abschnitt, der wegen der dort ansässigen Industriebetriebe von besonderer Dringlichkeit war. Am 1. Oktober 1970 eröffnete die Staatsbahn das 8,7 km lange, eingleisige Teilstück zwischen den Bahnhöfen Okazaki und Kitano-Masuzuka. Es diente vor allem dazu, Neuwagen aus dem Werk Kamigō der Toyota Motor Corporation zu transportieren. Ein Jahr später kam der Transport von Rohmaterialien zum Unitika-Chemiewerk bei Kita-Okazaki hinzu. Am 4. März 1973 legte die private Bahngesellschaft Meitetsu die Meitetsu Koromo-Linie still, da ihr Verlauf zu einem großen Teil jenem der projektierten Okata-Linie entsprach. Die Trasse ging an die Staatsbahn über und die JRCPC baute sie in der Folge um. Die Staatsbahn nahm am 26. April 1976 die 10,8 km lange Verlängerung von Kitano-Masuzuka und Shin-Toyota in Betrieb, am selben Tag führte sie auch den Personenverkehr ein.
Obwohl die Okata-Linie durch die Stadtzentren von Okazaki und Toyota führte, erwirtschaftete sie wegen geringer Nutzung (lediglich 13 Zugpaare täglich) einen großen Verlust. Hinzu kam, dass die Toyoto Motor Corporation die Auslieferung fabrikneuer Autos per Ende 1984 einstellte. Im Juli 1984 entschloss sich die stark defizitäre Staatsbahn dazu, die Okata-Linie und die noch immer nicht gebaute Seto-Linie so bald wie möglich an eine so genannte Bahngesellschaft des dritten Sektors abstoßen zu wollen. Noch im selben Monat begannen diesbezüglich Verhandlungen mit der Präfektur Aichi und den betroffenen Städten. Außerdem beschloss die Regierung, den Bau des Abschnitts Kōzōji–Inazawa der Seto-Linie endgültig aufzugeben. Im August 1985 einigten sich die Verhandlungspartner grundsätzlich auf die Fertigstellung des Abschnitts Shin-Toyota–Kōzōji und die Abtretung der Gesamtstrecke an eine noch zu gründende Bahngesellschaft. Zwei Monate später fiel der Beschluss, auch auf den Abschnitt Seto–Tajimi zu verzichten.

### Übergang an die Aikan
Am 19. September 1986 erfolgte die formelle Gründung der Aichi Kanjō Tetsudō (Aikan). Es wurde auch beschlossen, dass die für die Streckennutzung zu bezahlende Miete von der Staatsbahnliquidationsgesellschaft übernommen wird. Der Streckenbau fiel zunächst in die Zuständigkeit der sich ebenfalls in Auflösung befindlichen JPRC, nach der am 1. April 1987 erfolgten Staatsbahnprivatisierung in jene der Aikan. Am selben Tag übernahm JR Central vorübergehend den Personenverkehr zwischen Okazaki und Shin-Toyota, während der Güterverkehr an JR Freight fiel. Kurz nach der Fertigstellung des 25,8 km langen Abschnitts Shin-Toyota-Kōzōji im November 1987 ging die gesamte Okata-Seto-Linie an die Aikan über. Nach ausgiebigen Testfahrten nahm diese am 31. Januar 1988 den Personenverkehr auf der Gesamtstrecke auf, die seither den Namen Aichi-Ringlinie trägt.
Die Aikan erhöhte die Zahl der angebotenen Zugverbindungen deutlich, was sich in einer markant höheren Fahrgastzahl niederschlug. Zur Erhöhung der Kapazität begann im Februar 1999 der Bau zweigleisiger Abschnitte. Zwei Doppelspurinseln gingen am 23. Dezember 2001 in Betrieb, einerseits zwischen Naka-Okazaki und Kita-Okazaki, andererseits zwischen Kitano-Masazuka und Mikawa-Kamigō. Am 3. Oktober 2004 kam der Abschnitt zwischen Setoshi und Kōzōji hinzu. Während der Weltausstellung Expo 2005 war die Aichi-Ringlinie eine der Hauptzugänge zum Ausstellungsgelände. Umsteigefreie Expo-Shuttles von JR Central verkehrten bis zu dreimal stündlich von Nagoya via Kōzōji nach Yakusa und zurück.
Die Toyota Motor Corporation, der größte Arbeitgeber der Region, begann eine neue Mobilitätsstrategie umzusetzen, um das Berufspendeln mit öffentlichen Verkehrsmitteln zu bevorzugen. Diese beinhaltete den Bau einer weiteren Doppelspurinsel zwischen Shin-Toyota und Mikawa-Toyota (wo sich das Toyota-Hauptwerk befindet). Nach knapp dreijähriger Bauzeit war sie im Januar 2008 fertiggestellt und ging mit dem Fahrplanwechsel vom 15. März 2008 in Betrieb. Andererseits stellte JR Freight den Güterverkehr am 1. April 2010 ein.

## Liste der Bahnhöfe

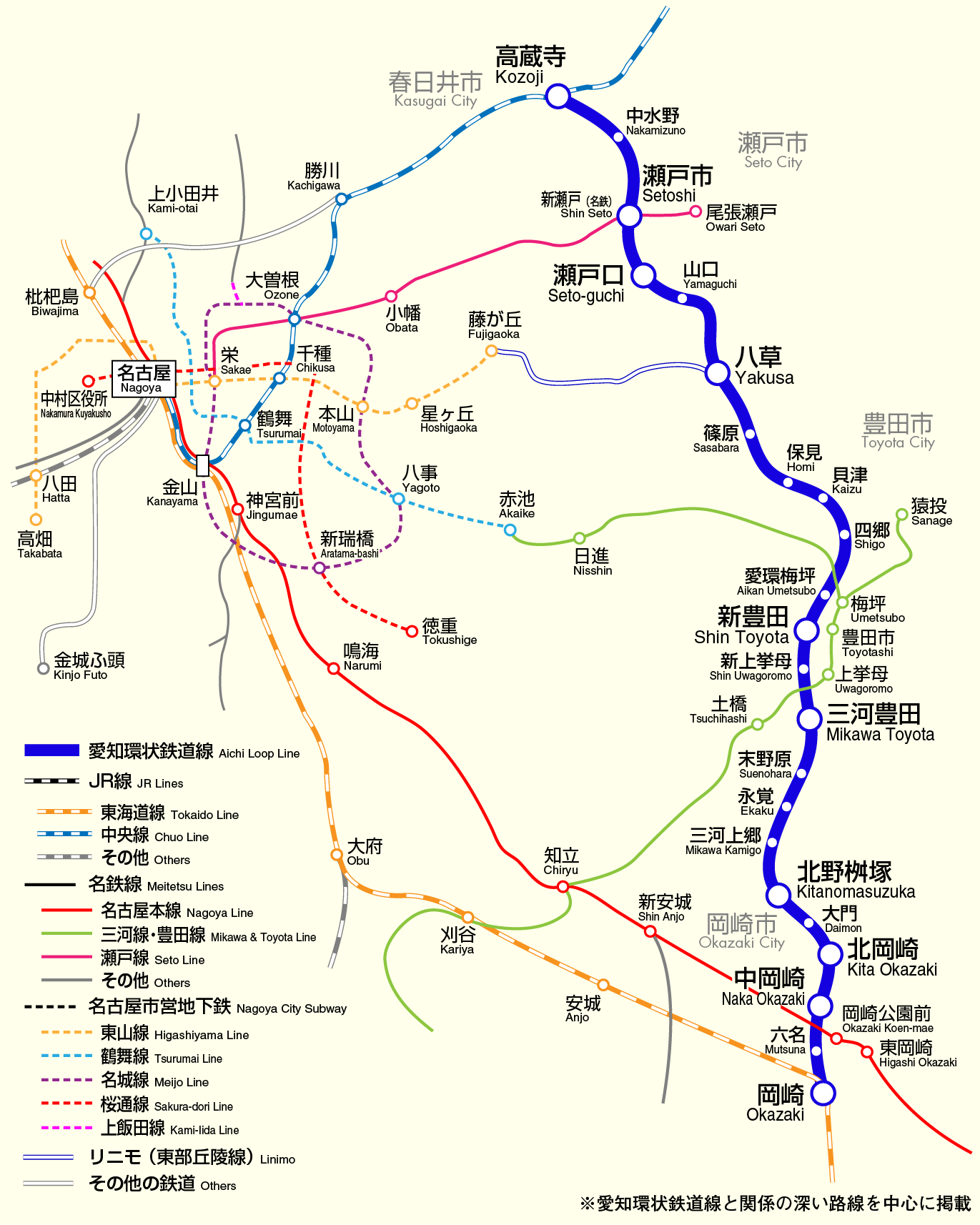
Streckenkarte

| Name | Name                       | km   | Anschlusslinien                                                | Lage   | Ort     |
| ---- | -------------------------- | ---- | -------------------------------------------------------------- | ------ | ------- |
| 01   | Okazaki (岡崎)             | 00,0 | Tōkaidō-Hauptlinie                                             | Koord. | Okazaki |
| 02   | Mutsuna (六名)             | 01,7 |                                                                | Koord. | Okazaki |
| 03   | Naka-Okazaki (中岡崎)      | 03,4 | im Bhf. Okazakikōen-mae: Meitetsu Nagoya-Hauptlinie            | Koord. | Okazaki |
| 04   | Kita-Okazaki (北岡崎)      | 05,3 |                                                                | Koord. | Okazaki |
| 05   | Daimon (大門)              | 06,5 |                                                                | Koord. | Okazaki |
| 06   | Kitano-Masuzuka (北野桝塚) | 08,7 |                                                                | Koord. | Okazaki |
| 07   | Mikawa-Kamigō (三河上郷)   | 10,7 |                                                                | Koord. | Toyota  |
| 08   | Ekaku (永覚)               | 12,4 |                                                                | Koord. | Toyota  |
| 09   | Suenohara (末野原)         | 14,0 |                                                                | Koord. | Toyota  |
| 10   | Mikawa-Toyota (三河豊田)   | 15,9 |                                                                | Koord. | Toyota  |
| 11   | Shin-Uwagoromo (新上挙母)  | 17,6 |                                                                | Koord. | Toyota  |
| 12   | Shin-Toyota (新豊田)       | 19,5 | im Bhf. Toyotashi: Meitetsu Mikawa-Linie Meitetsu Toyota-Linie | Koord. | Toyota  |
| 13   | Aikan-Umetsubo (愛環梅坪)  | 21,5 |                                                                | Koord. | Toyota  |
| 14   | Shigō (四郷)               | 23,5 |                                                                | Koord. | Toyota  |
| 15   | Kaizu (貝津)               | 25,5 |                                                                | Koord. | Toyota  |
| 16   | Homi (保見)                | 26,8 |                                                                | Koord. | Toyota  |
| 17   | Sasabara (篠原)            | 29,2 |                                                                | Koord. | Toyota  |
| 18   | Yakusa (八草)              | 32,0 | Linimo                                                         | Koord. | Toyota  |
| 19   | Yamaguchi (山口)           | 34,6 |                                                                | Koord. | Seto    |
| 20   | Setoguchi (瀬戸口)         | 36,7 |                                                                | Koord. | Seto    |
| 21   | Setoshi (瀬戸市)           | 39,1 | im Bhf. Shin-Seto: Meitetsu Seto-Linie                         | Koord. | Seto    |
| 22   | Nakamizuno (中水野)        | 41,9 |                                                                | Koord. | Seto    |
| 23   | Kōzōji (高蔵寺)            | 45,3 | Chūō-Hauptlinie                                                | Koord. | Kasugai |